# Merkholtz
Merkholtz (Luxemburgs: Mäerkels, Duits: Merkholz) is een buurtschap in de Luxemburgse gemeente Kiischpelt. De Luxemburgse naam is Mäerkels. Het had in 2006 98 inwoners.